# Magny-Fouchard
Magny-Fouchard és un municipi francès situat al departament de l'Aube i a la regió del Gran Est. L'any 2007 tenia 240 habitants.

## Demografia

### Població
El 2007 la població de fet de Magny-Fouchard era de 240 persones. Hi havia 92 famílies de les quals 16 eren unipersonals (16 homes vivint sols), 36 parelles sense fills, 36 parelles amb fills i 4 famílies monoparentals amb fills.
La població ha evolucionat segons el següent gràfic:
Habitants censats

### Habitatges
El 2007 hi havia 105 habitatges, 93 eren l'habitatge principal de la família, 6 eren segones residències i 6 estaven desocupats. 100 eren cases i 5 eren apartaments. Dels 93 habitatges principals, 73 estaven ocupats pels seus propietaris i 20 estaven llogats i ocupats pels llogaters; 5 tenien dues cambres, 7 en tenien tres, 18 en tenien quatre i 63 en tenien cinc o més. 79 habitatges disposaven pel capbaix d'una plaça de pàrquing. A 31 habitatges hi havia un automòbil i a 58 n'hi havia dos o més.

### Piràmide de població
La piràmide de població per edats i sexe el 2009 era:
| Homes | Edats   | Dones |
| ----- | ------- | ----- |
| 0     | 95 o +  | 0     |
| 0     | 90 a 94 | 4     |
| 0     | 85 a 89 | 4     |
| 4     | 80 a 84 | 0     |
| 4     | 75 a 79 | 0     |
| 4     | 70 a 74 | 4     |
| 12    | 65 a 69 | 4     |
| 8     | 60 a 64 | 16    |
| 12    | 55 a 59 | 8     |
| 4     | 50 a 54 | 12    |
| 12    | 45 a 49 | 8     |
| 4     | 40 a 44 | 4     |
| 4     | 35 a 39 | 8     |
| 0     | 30 a 34 | 4     |
| 8     | 25 a 29 | 0     |
| 0     | 20 a 24 | 4     |
| 8     | 15 a 19 | 16    |
| 4     | 10 a 14 | 8     |
| 0     | 5 a 9   | 0     |
| 0     | 0 a 4   | 0     |

## Economia
El 2007 la població en edat de treballar era de 150 persones, 114 eren actives i 36 eren inactives. De les 114 persones actives 107 estaven ocupades (54 homes i 53 dones) i 7 estaven aturades (2 homes i 5 dones). De les 36 persones inactives 13 estaven jubilades, 14 estaven estudiant i 9 estaven classificades com a «altres inactius».

### Ingressos
El 2009 a Magny-Fouchard hi havia 103 unitats fiscals que integraven 287,5 persones, la mediana anual d'ingressos fiscals per persona era de 17.331 €.

### Activitats econòmiques
Dels 10 establiments que hi havia el 2007, 1 era d'una empresa de construcció, 5 d'empreses de comerç i reparació d'automòbils, 2 d'empreses d'hostatgeria i restauració, 1 d'una empresa financera i 1 d'una empresa de serveis.
Els 2 serveis als particulars que hi havia el 2009 eren restaurants.
Els 2 establiments comercials que hi havia el 2009 eren botigues de mobles.
L'any 2000 a Magny-Fouchard hi havia 9 explotacions agrícoles.

## Poblacions més properes
El següent diagrama mostra les poblacions més properes.